# ŠK Slovan Bratislava
ŠK Slovan Bratislava je slovački nogometni klub iz Bratislave.
Slovan je jedan od najuspješnijih i najpopularnijih slovačkih nogometnih klubova. Osnovan je 1919. godine pod imenom 1. ČsŠK Bratislava. Najveći uspjeh kluba, uz jedanaest naslova prvaka Fortuna Lige od Slovačke nezavisnosti, je osvajanje Kupa pobjednika kupova u 1969. godini. Svoje domaće utakmice igraju na stadionu Tehelné pole. Zbog boje dresova nadimak im je Belasí (nebesko plavi). Za klub su igrali: Marek Hamšik, Róbert Vittek, Andraž Šporar, Jakub Sylvestr, David Strelec i dr.

## Imena
- 1919. – 1939.: 1. ČsŠK Bratislava
- 1939. – 1948.: ŠK Bratislava
- 1948. – 1953.: Sokol NV Bratislava
- 1953. – 1961.: ÚNV Slovan Bratislava
- 1961. – 1990.: Slovan CHZJD Bratislava
- 1990. – danas: ŠK Slovan Bratislava

## Uspjesi

### Domaći uspjesi
- Slovačka Superliga (1926. – 1933.), (1939. – 1944.), (od 1993.)
  - Prvaci (22): 1926., 1927., 1930., 1932., 1940., 1941., 1942., 1944., 1994., 1995., 1996., 1999., 2009., 2011., 2013., 2014., 2019., 2020., 2021., 2022., 2023., 2024.

- Slovački kup
  - Prvaci (17): 1970., 1972., 1974., 1976., 1982., 1983., 1989., 1994., 1997., 1999., 2010., 2011., 2013., 2017., 2018., 2020., 2021.

- Slovački Superkup
  - Prvaci (4): 1994., 1996., 2009., 2014.

- Čehoslovačka liga (1945. – 1992.)
  - Prvaci (8): 1949., 1950., 1951., 1955., 1970., 1974., 1975., 1992.

- Čehoslovački kup
  - Prvaci (5): 1962., 1963., 1968., 1974., 1982.

### Europski uspjesi
Kup pobjednika kupova:
- Prvaci (1): 1968./69.

## Vanjske poveznice
- Službena stranica (sl.)